# 신동 (가수)
신동(본명: 신동희 , 본명 한자: 申東熙, 1985년 9월 28일 ~ )은 대한민국의 래퍼이자 방송인이며, 대한민국의 보이 그룹 슈퍼주니어의 리드댄서, 리드래퍼, 서브보컬이자 슈퍼주니어-L.S.S.의 멤버이다. 멤버인 은혁과 함께 브레이크댄서로 활동하고 있다.

## 학력
- 덕이초등학교 (졸업)
- 일산중학교 (졸업)
- 세원고등학교 (졸업)
- 백제예술대학교 실용댄스과 (졸업)
- 청운대학교 방송음악 (학사)
- 청운대학교 정보산업대학원 방송음악 (석사)
- 인하대학교 대학원 문화경영학전공 (융합과정, 박사과정)

## 참여 작품

### 음반
- 슈퍼주니어
  - 슈퍼주니어 T
  - 슈퍼주니어 Happy

### TV 방송
- 2004년《동방신기 Sweet Rose Party》(데뷔작)
- 2005년 KMTV《쇼 뮤직탱크》
- 2005년 MBC《무한도전》
- 2005년 ~ 2008년, Mnet《M! 카운트다운》
- 2006년 Mnet《Hello 쳇》
- 2007년 MBC《뽀뽀뽀 아이 조아》
- 2007년 KMTV《신동의 DJ 풋사과 사운드》
- 2007년 MBC《황금어장 - 라디오스타》
- 2007년 MBC《행복주식회사》
- 2007년 SBS《일요일이 좋다 - 인체탐험대》
- 2008년 Mnet《춤추는 용형동제》
- 2009년 MBC Every 1《반지의 제왕》
- 2009년 MBC 《일요일 일요일 밤에 - 대한민국 스타 별별랭킹》
- 2009년 KBS2《청춘불패》
- 2009년 SBS《강심장》
- 2009년 MBC Every 1《슈퍼주니어의 미라클》
- 2010년 MBC《제28회 MBC 창작동요제》
- 2010년 MBC Every 1《슈퍼주니어의 선견지명》
- 2011년 KBS2《해피선데이 - 남자의 자격》
- 2011년 KBS2《출발 드림팀 시즌 2》
- 2011년 KBS2《1 대 100》
- 2012년 KBS2《대국민 토크쇼 안녕하세요》
- 2012년 MBC MUSIC《쇼 챔피언》
- 2012년 tvN《SNL코리아》
- 2012년~ 2013년, Mnet《비틀즈 코드 시즌 2》
- 2013년 JTBC《이수근 김병만의 상류사회》
- 2013년 KBS2《해피선데이 : 맘마미아》
- 2013년 채널A《초고속 비법쇼 돈 나와라 뚝딱》
- 2013년 ~ 2014년 Mnet 《비틀즈 코드 시즌 3D》
- 2014년 MBC MUSIC 《아이돌 댄스 대회 D-Style》
- 2014년 MBC《별바라기》
- 2014년 MBC《브라질월드컵 특집 아이돌 풋살 월드컵》
- 2017년 MBC《은밀하게 위대하게》
- 2017년 SBS《뜻밖의 미스터리 클럽》
- 2017년 Mnet《골든 탬버린》
- 2017년 MBC《미스터리 음악쇼 복면가왕》 - 압구정 오렌지족
- 2017년 Mnet《너의 목소리가 보여 시즌 4》
- 2017년 SBS《정글의 법칙》
- 2017년 채널A《맛있는 토요일 밥 한번 먹자》
- 2017년 채널A《하트시그널》
- 2017년 SBS《게임쇼 유희낙락》
- 2018년 Mnet《너의 목소리가 보여 시즌 5》
- 2018년 tvN《대탈출》
- 2018년 SBS《비긴어게임》
- 2018년 채널A《팔아야 귀국》
- 2019년 tvN《대탈출 시즌2》
- 2019년 채널A《같이 할래? GG》
- 2019년 JTBC2《오늘의 운세》
- 2019년 채널A《아이콘택트》
- 2019년 JTBC《아는형님》
- 2020년 JTBC《아는형님》
- 2020년 tvN《대탈출 시즌 3》
- 2020년 JTBC《히든싱어》
- 2021년 tvN《대탈출 시즌 4》
- 2023년 MBC & 라이프타임 《빈집살래3 - 수리수리 마을수리》
- 2023년 TV조선 《귀염뽕짝 원정대》
- 2024년 SBS 《신발 벗고 돌싱포맨》
- 2024년 SBS 《꼬리에 꼬리를 무는 그날 이야기》
- 2024년 JTBC 《한문철의 블랙박스 리뷰》 - 게스트
- 2025년 SBS 《런닝맨》 - 게스트

### 애니메이션 더빙
- 2013년 《카라 더 애니메이션》 아미고/제이슨 역

### 라디오
- 2008 ~ 2010 : MBC《신동 김신영의 심심타파》
- 2010 ~ 2011 : MBC《신동 박규리의 심심타파》
- 2011 ~ 2014 : MBC《신동의 심심타파》

### 영화
- 2007년 《꽃미남 연쇄 테러 사건》
- 2007년 《앨빈과 슈퍼밴드》(더빙)
- 2011년 《알파 앤 오메가》(더빙)
- 2011년 《SUPER SHOW 3 3D》
- 2012년 《I AM.》

### 드라마
- 2008년 KBS2 《싱글파파는 열애중》 - 오칠구 역
- 2009년 MBC 《내조의 여왕》 - 카메오 출연
- 2010년 SBS 《닥터 챔프》 - 강우람 역
- 2011년 MBC 《몽땅 내사랑》 - 황금지의 맞선남 역
- 2024년 TV조선 《DNA 러버》 - 노래방 직원 역 (특별출연)

### MV
- 2007년 '비행소녀' (마골피)
- 2008년 '영원' (이불)

### 광고
- 2009년 공익광고 - 《세상에서 제일 아름다운 표정》

### 특이사항
- 슈퍼주니어로 데뷔하기전 현숙의 백댄서로 활동하였다

## 수상
- 2005년 제9회 SM 청소년 베스트 선발대회 개그짱 1위, 전체 대상
- 2009년 MBC 연기대상 라디오부문 우수상
- 2010년 SBS 연예대상 예능 뉴스타상
- 2011년 SBS 연예대상 토크쇼부문 베스트엔터테이너상
- 2012년 멜론 뮤직 어워드 MBC 뮤직 스타상

## 친구
- 유노윤호
- 최강창민